# Ponape (Schiff, 1903)
Ponape war eine Stahlhüllen-Viermastbark der Hamburger Reederei F. Laeisz, die 1903  auf der italienischen Werft Società Esercizio Baccini in Genua als Regina Elena, benannt nach Elena von Montenegro, Königin von Italien, gebaut wurde.

## Geschichte
Die Regina Elena wurde für Pietro Milesi, Reeder aus Genua, gebaut. Die Jungfernfahrt unter Kapitän Giovanni Ameglio führte von Genua nach New York und Yokohama, Japan, mit einer Ladung von 98.000 Kisten Öl. Von Yokohama ging die Reise nach Port Royal, Jamaika, um eine Ladung Holz nach Antofagasta, Chile, zu bringen. Die Rückfracht bestand aus Salpeter nach Genua. Ihre zweite Reise erfolgte genauso wie die erste, führte dann jedoch nach Rotterdam, Niederlande. Die dritte Reise ging von Antwerpen, Belgien, nach San Francisco mit Stückgut. In San Francisco lud sie Getreide for Delagoa Bay, Mosambik. Eine Ladung Holz wurde dann nach Sydney gebracht. Anschließend nahm sie Kohle in Newcastle auf und segelte nach Junín, Argentinien. Diese Passage dauerte 35 Tage. Salpeter wurde geladen, und die Regina Elena segelte nach Funchal, Portugal, in 89 Tagen, wo sie die Order zur Löschung der Fracht nach Genua erhielt. Ihre vierte Reise führte von Genua nach Barry, Wales, wo eine Ladung Kohle für Callao, Peru, geladen wurde, das nach 104 Tagen erreicht wurde. Dann segelte sie nach Ballestas, wo eine Ladung Guano geladen wurde. Diese Fracht wurde nach Antwerpen gebracht, die Reise dauerte 134 Tage wegen der Stürme in Orkanstärke am Kap Hoorn.
Am 24. Februar 1911 wurde die Regina Elena, die einzige in Italien gebaute und bereederte Viermastbark, durch F. Laeisz, Hamburg zur Ergänzung seiner P-Liner Flotte für 13.000 £ erworben. Sie wurde traditionsgemäß mit „P“ beginnend in Ponape umbenannt und weiterhin in der Salpeterfahrt eingesetzt. Vorlage für die Namensgebung war der Schoner Ponape der deutschen Kolonialverwaltung, der am 13. Juni 1907 in der Hall-Gruppe im Archipel der Karolinen durch Strandung verloren ging.
Als die Ponape den chilenischen Hafenplatz Iquique mit einer Salpeterladung am 26. Juni 1914 verlassen hatte, war der Mord in Sarajevo noch nicht geschehen und niemand dachte an eine akute Kriegsgefahr. Am 19. September erreichte das Schiff die Einfahrt in den Ärmelkanal und Kapitän Eckhardt war sehr erstaunt, als das britische Linienschiff Majestic es mit einem Prisenkommando aufbrachten. Die Ponape wurde nach Falmouth eskortiert, das Schiff beschlagnahmt und die Besatzung interniert. Die britische Admiralität konfiszierte das Schiff und die Ladung und stellte es später unter die Verwendung von James Bell in Hull.
Im Mai 1915 wurde das Schiff weiter nach Norwegen an die A/S Bellhouse, Tønsberg, unter der Leitung von Alf Monsen verkauft und in Bellhouse umbenannt.
1925 wurde es abermals weiterverkauft an Hugo Lundquist nach Finnland auf die Åland-Inseln, Mariehamn, und wieder auf den Schiffsnamen Ponape umbenannt. Sie erhielt die finnische Register-Nr. 778 und benutzte weiterhin den Flaggencode TPQS. Als Ponape fuhr sie mit einer Holzladung nach Melbourne, als sie nordwestlich von Island in schweren Sturm geriet und komplett überspült wurde. Diese Reise dauerte 155 Tage. Die Rückreise erfolgte mit Getreideladung nach Europa.
Am 31. August 1929 wurde sie an Gustaf Erikson, Mariehamn, für 4.600 £ nochmals verkauft und für die Weizenfahrt nach Australien eingesetzt. Die Ponape wurde 1934 mit dem finnischen Flaggencode OHQX registriert und führte noch mehrere Reisen zwischen Europa und Australien durch. 1936 wurde sie für 3.500 £ von einem lettischen Entsorger in Libau verschrottet. Die Galionsfigur ist erhalten geblieben und im Ålands Sjöfartsmuseum zu besichtigen.

## Bekannte Schiffsführer
- Giovanni Ameglio (1903–1911)
- Kapt. J. Hamm (1911–1913)
- Kapt. Eckhardt (1914–1914)
- Johan August Danielsson (1925–1927)
- Arthur Marander (1927–1929)
- Erik Uno Eliel Karlsson (1929–1932)
- Hugo Donatus Karlsson (1932–1933)
- Carl Valfrid Granith (1933–1936)